# Polybius (cratère)
Polybius est un cratère d'impact lunaire situé sur la face visible de la Lune. Il se trouve à l'est de la longue falaise Rupes Altai et du cratère Fermat et au sud des cratères Beaumont et Catharina. Le cratère Polybius apparaît légèrement distendu dans l'axe nord-est, et a une brèche dans la paroi nord. Le contour est presque intact avec une faible érosion. Le plancher intérieur est plat et presque sans relief. Au sud et à l'est, la structure rayonnée du cratère Tycho coupe les cratères satellites "Polybius A" et "Polybius B".
En 1935, l'union astronomique internationale a donné le nom de l'historien grec Polybe à ce cratère lunaire.

## Cratères satellites
Les cratères dit satellites sont de petits cratères situés à proximité du cratère principal, ils sont nommés du même nom mais accompagnés d'une lettre majuscule complémentaire (même si la formation de ces cratères est indépendante de la formation du cratère principal). Par convention ces caractéristiques sont indiquées sur les cartes lunaires en plaçant la lettre sur le point le plus proche du cratère principal. Liste des cratères satellites de Polybius : 
| Polybius | Latitude | Longitude | Diamètre |
| -------- | -------- | --------- | -------- |
| A        | 23,0° S  | 28,0° E   | 17 km    |
| B        | 25,5° S  | 25,5° E   | 12 km    |
| C        | 22,0° S  | 23,6° E   | 29 km    |
| D        | 26,9° S  | 27,9° E   | 9 km     |
| E        | 24,4° S  | 26,2° E   | 9 km     |
| F        | 22,2° S  | 23,0° E   | 21 km    |
| G        | 22,5° S  | 22,7° E   | 5 km     |
| H        | 21,1° S  | 22,7° E   | 8 km     |
| J        | 22,7° S  | 23,5° E   | 9 km     |
| K        | 24,3° S  | 25,3° E   | 14 km    |
| L        | 22,0° S  | 28,2° E   | 7 km     |
| M        | 21,3° S  | 22,1° E   | 6 km     |
| N        | 23,4° S  | 26,8° E   | 13 km    |
| P        | 21,5° S  | 22,9° E   | 17 km    |
| Q        | 25,1° S  | 27,5° E   | 6 km     |
| R        | 25,6° S  | 27,3° E   | 7 km     |
| T        | 26,1° S  | 25,5° E   | 12 km    |
| V        | 25,2° S  | 29,1° E   | 6 km     |